# Gornji Grahovljani
Gornji Grahovljani is een plaats in de gemeente Pakrac in de Kroatische provincie Požega-Slavonië. De plaats telt 33 inwoners (2001).